# Thammaca
Thammaca este un gen de păianjeni din familia Salticidae.
Cladograma conform Catalogue of Life:
| Thammaca | \| \| Thammaca coriacea \| \| \| \| \| \| Thammaca nigritarsis \| \| \| \| |
|          | \| \| Thammaca coriacea \| \| \| \| \| \| Thammaca nigritarsis \| \| \| \| |
|          | Thammaca coriacea                                                          |
|          |                                                                            |
|          | Thammaca nigritarsis                                                       |
|          |                                                                            |